# Grainger Games
Grainger Games Limited — британська мережа роздрібної торгівлі відеоіграми, що базується в місті Ньюкасл-апон-Тайн, Англія. Заснований Стівеном Боуєром у 1996 році, він керував магазинами по всій Північній Англії та Шотландії. У березні 2018 року через фінансові проблеми компанія припинила торгівлю та закрила всі свої 67 магазинів, що призвело до скорочення 400 працівників.

## Історія
«Grainger Games» розпочалися як ринковий кіоск, яким керував Стівен Боуєр у 1996 році, розташований на ринку Grainger Market, Ньюкасл-апон-Тайн. До 2013 року компанія планувала створити мережу з 75 до 100 магазинів, з яких близько 40 мали бути в Йоркширі. Магазини були відкриті в Грімсбі, Галлі, Честерфілді, Донкастері, Лідсі, Дербі, Йорку та Шеффілді, причому найновішою була концесія у Фенвіку, Ньюкасл.
До червня 2014 року в компанії працювало 419 працівників. Grainger Games була визнана незалежним продавцем року MCV у 2008 та 2010 роках відповідно.
Grainger Games були головним спонсором нагород Games Media Awards.
21 березня 2018 року на тлі закриття інших роздрібних мереж, таких як Toys "R" Us та Maplin, кілька інвесторів вилучили свої кредитні пропозиції для Grainger Games, залишивши компанію у фінансово критичній ситуації. В результаті цього 28 березня 21 із 67 магазини Grainger Games не відкрились. Це ж повідомлення було доставлено до решти 46 магазинів наступного дня.
Крім того, корпоративний вебсайт було видалено, замість нього відобразилася сторінка помилки HTTP 404. Приблизно 400 співробітників Grainger Games були звільнені, отримуючи виплати за весь робочий час до 31 березня. Компанія припинила торгівлю 28 березня 2018 року.